# Stenocephalemys albipes
Stenocephalemys albipes is een knaagdier uit het geslacht Stenocephalemys dat voorkomt in de bergen van Ethiopië en Eritrea, op 800 tot 3300 m hoogte. Deze soort komt algemeen voor in de Ethiopische bossen. Deze soort wordt meestal als een soort van Myomys of Myomyscus (soms ook wel Praomys) gezien, maar allerlei morfologische, karyologische en genetische gegevens geven een nauwere verwantschap met Stenocephalemys aan. S. albipes is het nauwst verwant aan Stenocephalemys griseicuada. Het karyotype bedraagt 2n=46, FNa=58.
Stenocephalemys albipes · Stenocephalemys albocaudata · Stenocephalemys griseicauda · Stenocephalemys ruppi · Stenocephalemys sokolovi · Stenocephalemys zimai